# 카를루스 베르멜리뉴
카를루스 마누엘 올리베이루스 다 실바(포르투갈어: Carlos Manuel Oliveiros da Silva, 1959년 3월 9일, 노르트 지방 상 주앙 다 마데이라 ~)는 베르멜리뉴(포르투갈어: Vermelhinho)로 알려진 포르투갈의 전직 축구 선수로, 현역 시절 좌측 미드필더로 활약했다.

## 클럽 경력
아베이루 현 상 주앙 다 마데이라 출신인 베르멜리뉴는 고향의 상주아넨스에서 축구를 시작하여 1982년에 포르투에 입단했다. 1983-84 시즌 유러피언 컵위너스컵에서 현역 시절 가장 중요한 득점을 성공시켰는데, 포르투갈은 그의 골에 힘입어 애버딘을 1-0으로 제압하고, 합계 2-0으로 준결승전에 진출했다. 안개가 낀 날 밤, 그는 먼 거리에서 골망을 흔들었고, 이후 대회 결승전에서 유벤투스를 상대했지만, 1-2로 석패했다.
베르멜리뉴는 36세의 나이로 상주아넨스에서 축구화를 벗었는데, 앞서 그는 샤베스, 이후 브라가와 에스피뉴를 1년씩 두루 거쳤다.

## 국가대표팀 경력
베르멜리뉴는 포르투갈 국가대표팀 경기에 2번 출전했고, 유로 1984에 선수단 일원으로 참가했지만, 후보로 대기만 했다.